# Luca Gelfi
Luca Gelfi (Seriate, Llombardia, 21 de juny de 1966 - Torre de' Roveri, 3 de gener de 2009) va ser un ciclista italià, que fou professional entre 1988 i 1998. Com a professional aconseguí pocs triomfs, per entre ells hi ha dues victòries d'etapa al Giro d'Itàlia de 1990.
Fruit d'una forta depressió se suïcidà a la botiga de bicicletes que tenia a Torre de' Roveri el 3 de gener de 2009.

## Palmarès
- 1987
  - 1r a la Coppa Cicogna
- 1990
  - Vencedor de 2 etapes del Giro d'Itàlia
- 1997
  - Vencedor d'una etapa de la Volta a Portugal

### Resultats al Giro d'Itàlia
- 1989. 27è de la classificació general
- 1990. 42è de la classificació general. Vencedor de 2 etapes
- 1991. 86è de la classificació general
- 1992. 65è de la classificació general
- 1993. 36è de la classificació general
- 1994. Abandona (19a etapa)
- 1995. 80è de la classificació general
- 1998. 76è de la classificació general

### Resultats al Tour de França
- 1996. Abandona (2a etapa)

### Resultats a la Volta a Espanya
- 1993. 14è de la classificació general
- 1994. 53è de la classificació general
- 1997. 87è de la classificació general